# Університет Артуа
Університет Артуа — французький університет, належать до академії Лілля. Заснований в 1991 році.

## Історія
Історія університету починається в 1990 році на конференції «Університет-2000», де Ліонель Жоспен оголошує про створення двох нових університетів: Університет Артуа і Прибережний університет Кот-д Опала. Університет створений в 1991 році декретом міністерства і вже у 1992 році відкривається для перших студентів.

## Структура
До складу університету входять 8 факультетів та 2 інститути.
Факультети:
- Факультет права.
- Факультет історії та географії.
- Факультет іноземних мов.
- Факультет філології та мистецтва.
- Факультет природничих наук.
- Факультет фізичної культури і спорту.
- Факультет прикладних природничих наук.
- Факультет економіки і менеджменту.

Інститути
- Технологічний інститут Бетюна.
- Технологічний інститут Ланса.